# Spittal an der Drau
Spittal an der Drau grad je u austrijskoj saveznoj državi Koruškoj, administrativni centar istoimenog kotara, te važno urbano i prometno središte u Gornjoj Koruškoj.
Prema procjeni iz 2018. godine, grad ima 15.442 stanovnika, čime je Spittal nakon Klagenfurta, Villacha i Wolfsberga četvrti koruški grad po veličini. Smjestio se na 560 m nadmorske visine, na doticaju dolina rijeka Drave, Liesera i Mölla, te Millstätterskog jezera i Gurktalskih Alpa (Nockberge).

## Povijest
Na tlu današnjeg Spittala i to na lijevoj obali rijeke Lieser grofovi Ortenburg su 1191. godine utemeljili bolnicu (njem. Spittal) s crkvom uz koje se uskoro razvilo i naselje, zasigurno s ciljem opskrbe hodočasnika na putu s Katschberga prema jugu. Naselje se nalazilo pod zaštitom utvrde grofova Ortenburger, koja je sagrađena najvjerojatnije na mjestu današnjeg dvorca Porcije.
Godine 1242. Spittal je dobio status trgovišta, a povoljan položaj na ušću rijeka Liesera i Mölla u Dravu, pridonijeli su brzom gospodarskom procvatu. 1324. Spittal se spominje i kao sudsko sjedište, a već 1403. dobiva pravo održavanja tjednih i četiri višednevnih godišnjih sajmova. Godine 1457. Spittal sam bira svog suca i vijeće, no 1478. godine razaraju ga Turci, a zatim pogađaju i brojne seljačke bune, te 1522. godine trgovište potpuno strada u požaru.
1524. godine Španjolac Gabriel od Salamanke dobiva nasljedstvo nad grofovijom Ortenburg i 1533. podiže dvorac Porcia u renesansnom stilu. Njegovi nasljednici nazivali su se grofovima Salamanca-Ortenburg, a obitelj je izumrla 1620. godine. Dvorac je 1662. godine došao u posjed talijanske plemićke obitelji Porciji prema kojoj i danas nosi ime. 
U 18. stoljeću Spittal doživljava novi gospodarski uzlet koji završava novim požarom 1797. godine uzrokovanim francuskim osvajanjima. Spittal je kraće vrijeme bio i središtem kantona u sastavu francuskih Ilirskih pokrajina.
U jesen 1919. godine za vrijeme teritorijalnih pretenzija Kraljevine Srba, Hrvata i Slovenaca na teritorij Koruške, dvorac Porcia je kraće vrijeme bio i sjedište koruške vlade. Na desetogodišnjicu tih događaja Spittal je 1930. godine konačno proglašen gradom.

## Promet
Spittal je važno prometno čvorište Gornje Koruške. Željeznica Spittal-Millstättersee leži na pravcu Villach – Salzburg, a prema zapadu se pruža željeznica koja Korušku povezuje s Istočnim Tirolom.
Grad također izravno leži na autocesti A10 (Tauernautobahn), uz koju se paralelno pruža i regionalna cesta B99 preko Katschberga, kojom je povezan s Bischofshofenom. U smjeru zapada dolinom rijeke Drave vodi cesta B100 i to prema Lienzu i dalje prema Italiji i Južnom Tirolu.

## Galerija
- Dvorac Porcia
- Hauptplatz – Glavni gradski trg

## Gradovi prijatelji
- Löhne, Njemačka
- Pordenone, Italija
- Porcia, Italija

## Vanjske poveznice
- (njem.) Službene stranice